# Séismes de février et de mars 1783 en Calabre
| \| 5 février 6 février 7 février 1er Mars 28 mars \| |
| 5 février 6 février 7 février 1er Mars 28 mars       |

L'Italie entre la plaque tectonique africaine et européenne.

Les séismes de 1783 en Calabre sont une série de cinq forts séismes ayant touché la Calabre, qui faisait alors partie du royaume de Naples, dans le sud de l'Italie. Leurs épicentres forment un alignement qui s'étend sur près de 100 kilomètres du détroit de Messine jusqu'à 18 kilomètres au sud-sud-ouest de Catanzaro. Les séismes se déroulent sur une période de deux mois, tous avec une magnitude de 5,9 ou plus. Le nombre total de victimes liées aux séismes est estimé entre 32 000 et 50 000 morts.

## Contexte
La partie sud-ouest de la Calabre ainsi que la partie est de la Sicile sont des zones actives d'extension de la croûte terrestre au sein de la zone de rift siculo-calabraise. Cette longue zone de 350 kilomètres s'est développée avec la chaîne des Apennins au Pléistocène.

## Événements

### 5 février
Ce tremblement de terre, d'une magnitude estimée à 7 sur l'échelle de Richter touche une large zone incluant le sud de la péninsule italienne et toute l'île de la Sicile. De nombreux villages sont endommagés et 180 d'entre eux sont presque entièrement détruits, faisant près de 25 000 victimes. Un tsunami frappe la côte des deux côtés du détroit de Messine en détruisant les murs du port de Messine.
Près de l'épicentre, le tremblement est si intense que des gens sont renversés et des blocs de pierre déplacés. De vastes glissements de terrain causent d'importantes destructions à Terranova Sappo Minulio et Molochio. Le séisme est probablement provoqué par les ruptures des failles de Galatro, Cittanova et Sant'Eufemia, qui forment la limite sud-est du bassin de Gioia.

### 6 février
Une secousse de magnitude 6,2 se produit au cours de la nuit suivante et frappe la région située au sud-ouest du premier séisme. La plupart des dommages et des pertes semblent avoir été causés par un tsunami provoqué par un effondrement majeur en mer du Monte Paci à proximité de Scilla. Les habitants de Scilla, effrayés par le séisme de la veille, s'étaient installés sur la plage pour la nuit, où ils sont submergés par les vagues. Le tsunami cause de graves inondations dans la ville, atteignant jusqu'à 200 mètres du littoral. Près de 1 500 décès sont enregistrés.
La rupture de la faille de Scilla, qui définit la côte autour de Scilla, semble à l'origine du séisme.

### 7 février

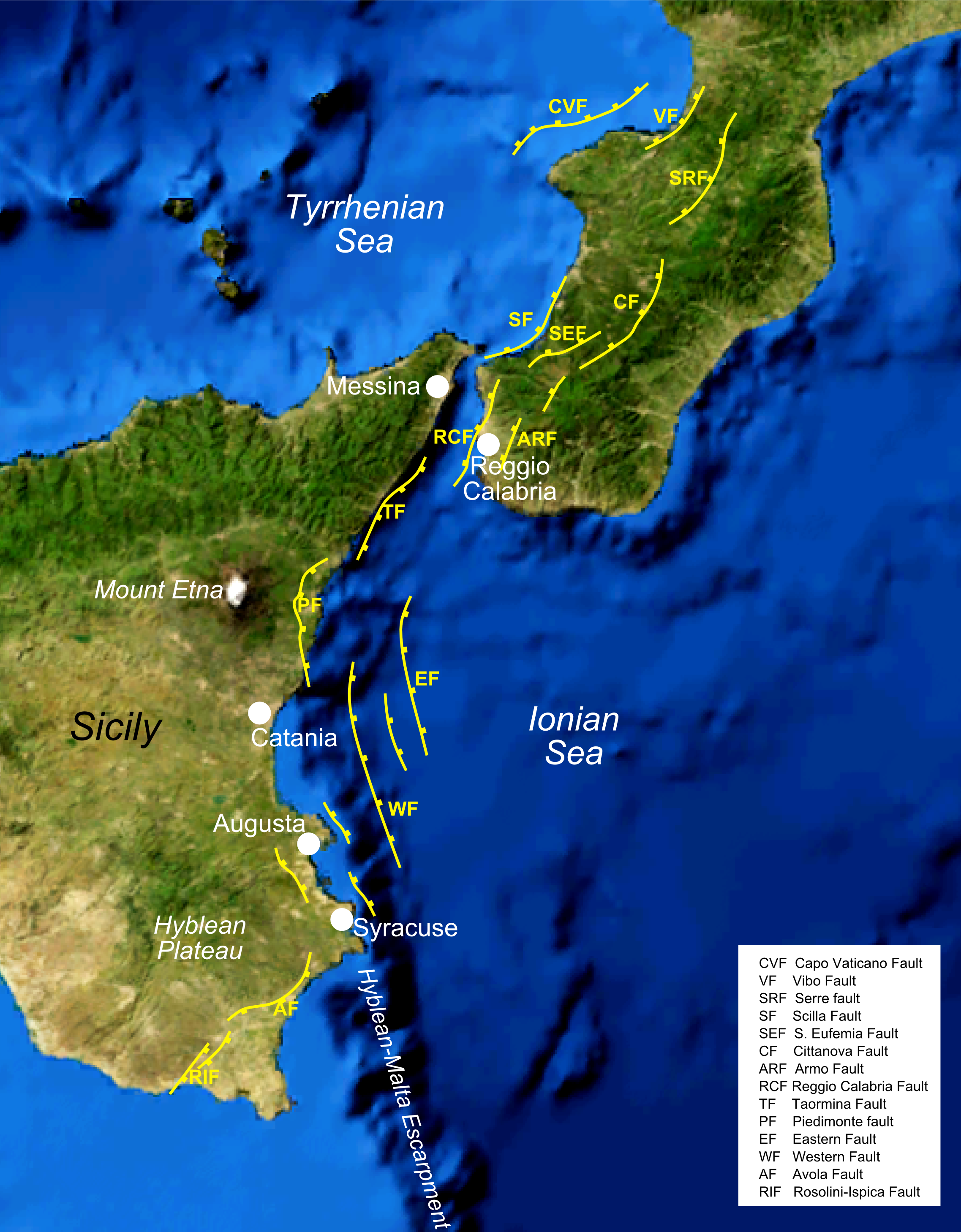
Carte des failles principales de la zone de rift siculo-calabraise.

Le séisme se produit à la mi-journée, à 40 kilomètres au nord-est de la secousse principale du 5 février. De graves dommages s'étendent sur 15 kilomètres le long de la chaîne de Serre entre les villages d'Acquaro et Soriano Calabro. La rupture de la partie sud de la faille de Serre est à l'origine du séisme.

### 1ermars
Ce tremblement de terre est le plus faible de la séquence et cause relativement peu de dégâts. La rupture du segment nord de la faille de Serre entraîne le tremblement de terre.

### 28 mars
Le dernier séisme est d'une ampleur similaire au premier, avec un épicentre situé à environ 20 kilomètres à l'est du quatrième tremblement de terre, à proximité de Borgia dans le bassin de Catanzaro. La secousse dure environ dix secondes et de nombreux villages sont détruits avec plusieurs centaines de morts à Borgia, Maida et Cortale. Des glissements de terrain se produisent et des volcans de sables sont observés sur les rives de la rivière Amato.

## Liste des séismes
| Situation                            | Date      | Heure   | Coordonnées          | Magnitude | Intensité |
| ------------------------------------ | --------- | ------- | -------------------- | --------- | --------- |
| près d'Oppido Mamertina              | 5 février | 12 h 0  | 38° 18′ N, 15° 58′ E | 7.0       | XI        |
| 7 km au nord-est de Messine          | 6 février | 0 h 20  | 38° 13′ N, 15° 38′ E | 6.2       | VIII-IX   |
| 3 km au sud-ouest de Soriano Calabro | 7 février | 13 h 10 | 38° 35′ N, 16° 12′ E | 6.6       | X         |
| 2 km au sud-est de Filadelfia        | 1er mars  | 1 h 40  | 38° 46′ N, 16° 18′ E | 5.9       | IX        |
| près de Vallefiorita                 | 28 mars   | 18 h 55 | 38° 47′ N, 16° 28′ E | 7.0       | X         |